# Colobus polykomos
Colobus polykomos, o macaco-fidalgo, é uma espécie de macaco do Velho Mundo, encontrado em planície e montanha floresta tropical em uma região que se estende entre Gâmbia e Costa do Marfim dentro de África. Ele come principalmente folhas, mas também frutas e flores. Embora seja arbórea, que come principalmente no chão. Vive em pequenos grupos que consistem em 3 a 4 fêmeas e 1 a 3 machos, além de seus jovens. Estes grupos manter distância um do outro por meio de chamada territorial.
O king colobus pode ser distinguido de outros membros do género Colobus pela colocação de suas marcas brancas. O rei colobus tem o branco apenas de sua barba, peito e cauda, e sua cauda não é coberto por um tufo.